# E3 Harelbeke 2011
De E3 Harelbeke 2011 is de 54e editie van de wielerklassieker E3 Harelbeke en werd verreden op 26 maart 2011 over een afstand van 200 km.

## Wedstrijdverloop
De koers kwam traag van start. Pas halverwege reed een groepje van acht renners weg. Intussen had Fabian Cancellara tot drie keer toe af te rekenen met fietspech. Voor de Taaienberg kreeg hij een nieuwe fiets. Hoewel Team Garmin-Cervélo fel doortrok op de Taaienberg kon Cancellara terug aansluiten bij het peloton.
Op de Paterberg ging Sep Vanmarcke alleen weg, gevolgd door een groepje met Heinrich Haussler en Jürgen Roelandts. In een indrukwekkende remonte vertrok Cancellara op de Oude Kwaremont en haalde met wat hulp van Stuart O'Grady iedereen bij. Op 17 kilometer van de finish ging Bram Tankink aan de haal, maar Cancellara beantwoordde zijn aanval en ging er alleen van door. Zijn medevluchters konden enkel nog strijden voor de tweede plaats.

## Uitslag
| Plaats  | Naam              | Ploeg              | Tijd     |
| ------- | ----------------- | ------------------ | -------- |
| Winnaar | Fabian Cancellara | Team Leopard-Trek  | 4u34'49" |
| 2       | Jürgen Roelandts  | Omega Pharma-Lotto | +59"     |
| 3       | Vladimir Goesev   | Team Katjoesja     | z.t.     |
| 4       | Sep Vanmarcke     | Garmin-Cervélo     | z.t.     |
| 5       | Bram Tankink      | Rabobank           | z.t.     |
| 6       | William Bonnet    | Française des Jeux | +1'01"   |
| 7       | Heinrich Haussler | Garmin-Cervélo     | +1'06"   |
| 8       | Sébastien Hinault | AG2R-La Mondiale   | z.t.     |
| 9       | Stuart O'Grady    | Team Leopard-Trek  | z.t.     |
| 10      | Serguei Ivanov    | Team Katjoesja     | z.t.     |